# لورن جن
لورن جن (متولد ۲۲ نوامبر ۱۹۸۸)، که قبلاً با نام کرستن جن شناخته می‌شد، بازیگر، مدل و خواننده تایوانی است. نام خانوادگی او گاهی اوقات جن نوشته می‌شود. او خواهر کوچکتر سلینا جن، عضو گروه دختران تایوانی SHE است. جن از دانشگاه ملی عادی تایوان با مدرک لیسانس در اقتصاد خانه، توسعه انسانی و مطالعات خانواده فارغ‌التحصیل شده است.
لورن جن در ۲۲ نوامبر ۱۹۸۸ در تایپه، تایوان به دنیا آمد. پدرش، میلتون جن، دارای خانه اجدادی در داژو، سیچوان است، که قبلاً یکی از مدیران شرکت فناوری بود و اکنون به عنوان بازیگر پاره وقت کار می‌کند. مادرش ژنگ رویلان است که خانه‌دار است. جن کوچک‌ترین عضو یک خانواده دو فرزند است.

## فیلم‌شناسی

### سریال‌های تلویزیونی
| سال  | عنوان اصلی                      | عنوان انگلیسی                               | نقش                   | یادداشت‌ها |
| ---- | ------------------------------- | ------------------------------------------- | --------------------- | --------- |
| ۲۰۰۹ | 終極三國                        | ک. و. ان گو                                 | دیاو چان              |           |
| ۲۰۱۱ | 珍愛林北                        | لین بی                                      | لین کیانیو            |           |
| ۲۰۱۱ | 勇士們                          | سرباز                                       | وانگ شیاوتاو          |           |
| ۲۰۱۱ | برای عشق سخت                    | عشق سختگیر                                  | لو پازی               |           |
| ۲۰۱۳ | دوران آزادی                     | به شیوه ای خوب                              | لین ژیان              |           |
| ۲۰۱۴ | 七個朋友                        | هفت دوست                                    | کوینتونگ              |           |
| ۲۰۱۴ | 青春風暴                        | طوفان جوان                                  | شوفین پنفان           |           |
| ۲۰۱۵ | شنیدن خوشبختی                   | کسی مثل تو                                  | لیانگ روهان / چن یوچی |           |
| ۲۰۱۵ | 超级大英雄                      | قهرمان عبور                                 | مو هان                |           |
| ۲۰۱۵ | پشت دختری به شهر                | شهر بزرگ                                    | ژانگ یوکسوان          |           |
| ۲۰۱۷ | اتاق غذا                        | شام آدمی شب                                 | مشتری                 | کامیو     |
| ۲۰۱۸ | من عاشق تو بودم، به خاطرش اومدم | یک بار تو را دوست داشتم، تا ابد در رنج بودم | و سیجیا               |           |
| ۲۰۲۰ | 覆活                            | آمنزیسم                                     | بی کیوی               |           |
| ۲۰۲۱ | 華燈初上                        | شب رو روشن کن                               | "سیاؤ وان جو"         |           |

### فیلم بلند
| سال        | عنوان اصلی   | عنوان انگلیسی           | نقش             | یادداشت |
| ---------- | ------------ | ----------------------- | --------------- | ------- |
| ۲۰۱۲       | 變羊記       | داستان‌های ارواح         | یائو لوفن       |         |
| ۲۰۱۴       | 早安，冬日海 | صبح بخیر، دریای زمستان  | ویویان          |         |
| منتشر نشده | 元寶C計劃    | برنامه Ingot C          | تریسی           |         |
| ۲۰۱۶       | 神廚         | آشپز تازه‌کار            | چیانگ چی پائو   |         |
| ۲۰۱۷       | 麻煩家族     | چه خانواده فوق‌العاده ای | لین کانگ        |         |
| ۲۰۱۸       | 遇見下一個你 | یک بار دیگر             | هان دودو        |         |
| ۲۰۱۹       | 玩命貼圖     | کارما                   | شن لینگ         |         |
| ۲۰۱۹       | مثال: 前任   | همیشه دل تنگ شما هستم   | دوست دختر هوانگ |         |
| ۲۰۱۹       | 捉妖大仙۲    | Immortal & Demons 2     | زن برفی         |         |
| ۲۰۲۰       | 驚夢۴۹天     | ۴۹ روز                  | لیو آی چن       |         |

### فیلم کوتاه
| سال  | عنوان اصلی     | عنوان انگلیسی                  | نقش     |
| ---- | -------------- | ------------------------------ | ------- |
| ۲۰۱۲ | 皇者風范       | سبک سلطنتی                     | شناگر   |
| ۲۰۱۳ | 本可改變的結局 | این می‌تواند نتیجه را تغییر دهد | گو کیوی |

### موزیک ویدیو
| سال  | عنوان آهنگ                                     | جزئیات                                                                               | ویدیو           |
| ---- | ---------------------------------------------- | ------------------------------------------------------------------------------------ | --------------- |
| ۲۰۰۵ | باد تابستان (夏天的風)                         | - خواننده: بیداریبیدار شدن - آلبوم: خوشبختی دانلود (幸福下載)                        | ویدئو در یوتیوب |
| ۲۰۰۶ | درمان شده (⁇ 癒)                               | - خواننده: ز-چن 張智成 - آلبوم: درخت عشق (愛情樹)                                    | ویدئو در یوتیوب |
| ۲۰۰۸ | عاشق تو بشم (偏偏愛上你)                       | - خواننده: جری وو ⁇ 建飛 - آلبوم: عاشق تو بشم                                        | ویدئو در یوتیوب |
| ۲۰۰۸ | بعد از اینکه رفتی                              | - خواننده: جری وو ⁇ 建飛 - آلبوم: عاشق تو بشم                                        | ویدئو در یوتیوب |
| ۲۰۰۸ | شراب (酒歌)                                    | - خواننده: هوانگ یی لینگ 黃乙 ⁇ - آلبوم: تقریباً خود را بشنو (講乎自己聽)             | ویدئو در یوتیوب |
| ۲۰۰۸ | احساسات (感情線)                               | - خواننده: هوانگ یی لینگ 黃乙 ⁇ - آلبوم: تقریباً خود را بشنو (講乎自己聽)             | ویدئو در یوتیوب |
| ۲۰۰۸ | برادر رحیم (無情兄)                            | - خواننده: هوانگ یی لینگ 黃乙 ⁇ - آلبوم: تقریباً خود را بشنو (講乎自己聽)             | ویدئو در یوتیوب |
| ۲۰۰۹ | اگر من تبدیل به یک خاطره (اگر من تبدیل به یاد) | - خواننده: تانک 呂建忠 - آلبوم: دور سوم (第三回合)                                   | ویدئو در یوتیوب |
| ۲۰۰۹ | آرزوی کوچک                                     | - خواننده: قهرمان Strong Debate樂團 - آلبوم: K.O.3an گو او ست (三國 ⁇ 立SUPER大鬥陣) | ویدئو در یوتیوب |
| ۲۰۱۱ | Peu De Mémoire (ذکر کوچک)                      | - خواننده: چوا چوان-هینگ 周傳雄 - آلبوم: Peu De Mémoire (微涼的記憶)                 | ویدئو در یوتیوب |
| ۲۰۱۱ | عشق خوب (好的愛)                               | - خواننده: دیو اینگ ⁇ 宇 ⁇ - آلبوم: عشق خوب (好的愛)                                 | ویدئو در یوتیوب |
| ۲۰۱۲ | انتخاب عالی (選擇出色)                         | - خواننده: چن کن 陳 ⁇ - آلبوم: انتخاب عالی (选择出色)                                | ویدئو در یوتیوب |
| ۲۰۱۲ | تو مردی که تو مردی                             | - خواننده: کنی بی 鍾鎮 ⁇ - آلبوم: بهترین‌ها به ساده ترین‌ها تبدیل شدند                 | ویدئو در یوتیوب |
| ۲۰۱۳ | بچه‌ها (北鼻麻吉)                               | - خواننده: هفت دوست - آلبوم: هفت دوست OST (七個朋友電視原聲帶)                       | ویدئو در یوتیوب |
| ۲۰۱۳ | "آخه من"                                       | - خواننده: شون لی 李祥祥 - آلبوم: "می" (想想我)                                      | ویدئو در یوتیوب |
| ۲۰۱۵ | عشق نامکمل (未完成的愛情)                      | - خواننده: مایکل وانگ 王光良 - آلبوم: عشق نامکمل (未完成的愛情)                      | ویدئو در یوتیوب |